# شرتون
شَرْتُون هي قرية لبنانية من قرى قضاء عاليه في محافظة جبل لبنان.
ومن أعلامها: الشاعر اللُّغَويُّ سعيدٌ الشرتونيُّ، وابنتُه الكاتبة عفيفة الشرتونية، والشاعر الأديب الصَّحَفيُّ محبوب الشرتوني.